# Florida Holocaust Museum
Le Florida Holocaust Museum (en français : musée de l'Holocauste de Floride) est une institution américaine, située à St. Petersburg dans l'État de Floride.

Le musée fut fondé en avril 1992 par des réfugiés allemands du nazisme, Walter et Edith Lobenberg.

L'objectif pédagogique de cet établissement est l'enseignement sur le Troisième Reich, la Shoah et les mouvements de résistance pendant la Seconde Guerre mondiale. 

La pièce centrale du musée est un wagon de train ramené de Pologne et ayant servi à la déportation des juifs vers les camps.

Le musée accueille des expositions permanentes et temporaires, des colloques et diverses manifestations artistiques.